# Yukarıkaraman, Korkuteli
Yukarıkaraman là một xã thuộc huyện Korkuteli, tỉnh Antalya, Thổ Nhĩ Kỳ. Dân số thời điểm năm 2011 là 49 người.